# Municipio de Green (condado de Morgan)
El municipio de Green (en inglés: Green Township) es un municipio ubicado en el condado de Morgan en el estado estadounidense de Indiana. En el año 2010 tenía una población de 3520 habitantes y una densidad poblacional de 40,6 personas por km².

## Geografía
El municipio de Green se encuentra ubicado en las coordenadas 39°28′27″N 86°18′22″O / 39.47417, -86.30611. Según la Oficina del Censo de los Estados Unidos, el municipio tiene una superficie total de 86.69 km², de la cual 85,86 km² corresponden a tierra firme y (0,96 %) 0,83 km² es agua.

## Demografía
Según el censo de 2010, había 3520 personas residiendo en el municipio de Green. La densidad de población era de 40,6 hab./km². De los 3520 habitantes, el municipio de Green estaba compuesto por el 98,04 % blancos, el 0,14 % eran afroamericanos, el 0,51 % eran amerindios, el 0,26 % eran asiáticos, el 0,09 % eran de otras razas y el 0,97 % eran de una mezcla de razas. Del total de la población el 0,54 % eran hispanos o latinos de cualquier raza.